# 孝元郭皇后
郭皇后（かくこうごう）は、明の泰昌帝の正室。泰昌帝の即位前に死去し、後に孝元貞皇后（こうげんていこうごう）と諡された。

## 経歴
順天府の庶民であった郭維城の娘として生まれた。容姿ふるまいが美しく、万暦26年（1598年）に選ばれて後宮に入った。万暦29年（1601年）、太子朱常洛（後の泰昌帝）にとつぎ、太子妃となった。万暦41年12月24日（1614年2月2日）、薨去した。「恭靖」と諡された。
泰昌帝が即位すると、孝元皇后と改諡された。また、郭氏の弟の郭振明が一品都督同知に任じられた。天啓年間に「孝元昭懿哲恵荘仁合天弼聖貞皇后」と追諡され、郭振明は博平侯に進んだ。

## 子女
- 朱徽娟（懐淑公主）

## 伝記資料
- 『明神宗実録』
- 『明光宗実録』